# Robert Schmidt (homme politique, 1864-1943)
Pour les articles homonymes, voir Robert Schmidt et Schmidt.
Robert Schmidt est un homme politique allemand, né le 15 mai 1864 à Berlin où il est mort le 16 septembre 1943.
Membre du SPD, il est ministre de l'Agriculture et de l'Alimentation de 1919 à 1920, ministre de la Reconstruction en 1923 et ministre de l'Économie de 1919 à 1920, de 1921 à 1922 puis de 1928 à 1930.